# Gare de Röntgental
La gare de Röntgental (en allemand : Bahnhof Röntgental) est une gare ferroviaire allemande de la ligne de Berlin à Szczecin, située  dans le quartier de Zepernick, à 200 mètres au nord-est de la limite géographique de Berlin, sur le territoire de la commune de Panketal dans le Land de Brandebourg.
Mise en service en 1903, la gare dispose d'un bâtiment voyageurs, du début des années 1920, désigné monument du Brandebourg.
C'est une halte de la S-Bahn de Berlin, desservie par des trains de la ligne 2.

## Situation ferroviaire
Établie à 64 mètres d'altitude, la gare de Röntgental est située au point kilométrique (PK) 16,5 de la ligne de Berlin à Szczecin, entre les gares de Zepernick et de Berlin-Buch.

## Histoire
La gare de Röntgental est mise en service le 1er mai 1903 par les Chemins de fer d'État de la Prusse sur une ligne en service depuis plus de 60 ans. Elle est établie pour permettre aux habitants du nouveau quartier pavillonnaire, dénommée Röntgental, d'être proches d'une desserte ferroviaire.
Dix ans plus tard, le prolongement de la ligne vers Szczecin et son passage de deux voies à quatre voies est en chantier. Cela implique une séparation entre le trafic longue distance et le trafic suburbain et donc la construction d'un quai central. Au début des années 1920, un bâtiment voyageurs, dessiné par Karl Cornelius et Ernst Schwartz, est édifié comme dans d'autres gares de la ligne.
Le 8 août 1924, la création de la S-Bahn de Berlin permet une desserte par les premiers trains de banlieue électriques, en provenance de la gare de Stettin à Berlin vers Bernau.
Durant la Seconde Guerre mondiale, le trafic du S-Bahn est suspendu en avril 1945. Il reprend le 21 juin 1945, avec une traction vapeur avant le retour de la traction électriques à partir du 13 août. La deuxième voie de plate-forme sur le côté nord-ouest est déposée pour être récupéré comme indemnité de guerre par l'Union Soviétique. En 1974 au cours d'un important chantier de rénovation de l'infrastructure, la deuxième voie est réinstallée. Un court tiroir de manœuvre sert jusqu'en 2003 comme une voie d'évitement pour les trains de construction.

## Service des voyageurs

### Accueil
La halte, est équipée : d'une colonne d'information, de deux automates pour l'achat des billets, de deux composteurs., et elle dispose d'un quai central de 171 mètres de long utilisé uniquement comme quai latéral, côté nord-ouest, pour des dessertes assurées alternativement dans les deux sens.

### Desserte
Röntgental est desservie par les trains de la ligne 2 du S-Bahn de Berlin. La desserte est d'un trains toutes les 20 min.

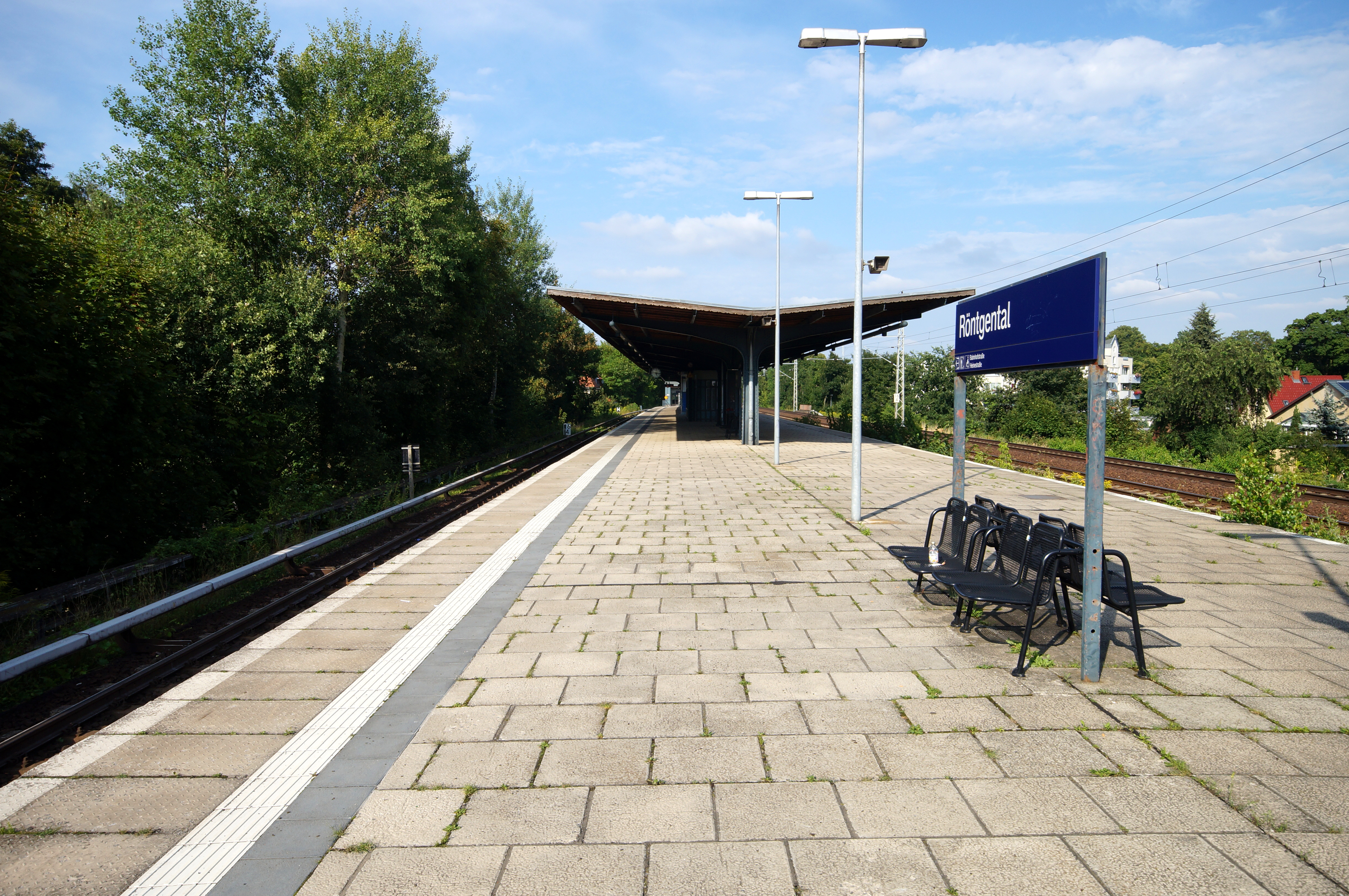
La voie et le quai en 2013.

### Intermodalité
Des abris pour les vélos y sont aménagés et le stationnement des véhicules est possible à proximité.

## Patrimoine ferroviaire
Le bâtiment voyageurs des années 1920, de style Art nouveau, est désigné monument de Brandebourg, le 5 décembre 2019. 